# Struer Friskole
Struer Friskole er en grundtvig-koldsk friskole med mellem 80-100 elever. Friskolen blev grundlagt af forældre i Struer i 1983 inde i byen. Siden 1985 har skolen ligget på sin nuværende placering i den sydlige del af Struer med udsigt udover marker, fjord og gravhøje. Svend Arup var skolens første leder fra 1984-2010.